# مارك سميث (لاعب كرة قدم بريطاني)
مارك سميث (بالإنجليزية: Marc Smyth)‏ (27 ديسمبر 1982 بإدنبرة في المملكة المتحدة - ) هو لاعب كرة قدم بريطاني في مركز الدفاع. لعب مع نادي بارتيك ثيسل ونادي بلاكبول ونادي كليفتونفيل وأردريونيانز وجلينفتون أثلتيك ‏ ونادي آير يونايتد ونادي غرينوك مورتون.

## وصلات خارجية
- مارك سميث (لاعب كرة قدم بريطاني) على موقع قاعدة بيانات كرة القدم.إي يو (الإنجليزية)
- مارك سميث (لاعب كرة قدم بريطاني) على موقع Soccerbase.com (لاعب) (الإنجليزية)